# Tanz der Titanen
Tanz der Titanen (Originaltitel Rumours) ist eine kanadisch-deutsche schwarze Komödie von Evan Johnson, Galen Johnson und Guy Maddin. Der Film mit Cate Blanchett, Roy Dupuis, Charles Dance, Denis Ménochet, Nikki Amuka-Bird, Rolando Ravello, Takehiro Hira, Zlatko Burić und Alicia Vikander in den Hauptrollen feierte im Mai 2024 bei den Internationalen Filmfestspielen in Cannes seine Premiere. Die Kinopremiere in Deutschland erfolgte Mitte Mai 2025.

## Handlung
Die sieben Staats- und Regierungschefs der reichsten Demokratien sind zum jährlichen G7-Gipfel in Deutschland auf der Burg Dankerode zusammengekommen. Hier versuchen sie beim Abendessen gemeinsam eine provisorische Erklärung zu einer globalen Krise zu verfassen. Gastgeberin ist die deutsche Bundeskanzlerin Hilda Ortmann. Andere Teilnehmer sind der kanadische Premierminister Maxime Laplace, die britische Premierministerin Cardosa Dewindt, der französische Staatspräsident Sylvain Broulez, der US-Präsident Edison Wolcott, der italienische Ministerpräsident Antonio Lamorte und der japanische Vertreter Tatsuro Iwasaki. 
Als die Nacht hereinbricht, finden sich die Sieben verlassen im Wald wieder, ohne Handyempfang oder Bedienstete. Von unheimlichen Geräuschen angelockt, entdecken sie Gestalten, die von einer kürzlich exhumierten Moorleiche an die Erdoberfläche geholt wurden.

## Produktion

### Regie und Drehbuch
Regie führten Evan Johnson, Galen Johnson und Guy Maddin, wobei Evan Johnson auch das Drehbuch schrieb. Sie arbeiteten bereits für Maddins letzten Spielfilm The Green Fog aus dem Jahr 2017 zusammen. Wie er selbst stammen auch die beiden Brüder aus Winnipeg. Tanz der Titanen ist eine Hommage an Alfred Hitchcocks Vertigo – Aus dem Reich der Toten.

### Besetzung und Dreharbeiten
Die Australierin Cate Blanchett spielt die deutsche Bundeskanzlerin Hilda Ortmann. In weiteren Rollen sind Roy Dupuis als der kanadische Premierminister Maxime Laplace, der Brite Charles Dance als US-Präsident Edison Wolcott, Denis Ménochet als französischer Präsident Sylvain Broulez, Nikki Amuka-Bird als die britische Premierministerin Cardosa Dewindt, Rolando Ravello als Italiens Ministerpräsident Antonio Lamorte, Takehiro Hira als der Vertreter Japans namens Tatsuro Iwasaki und Zlatko Burić als Jonas Glob zu sehen. Die Schwedin Alicia Vikander spielt Célestine, die Präsidentin der Europäischen Kommission.
Die Dreharbeiten fanden in Ungarn statt. Der deutsche Kameramann Stefan Ciupek war zuletzt für die Actionkomödie Guns Akimbo, den Thriller Das Haus von Rick Ostermann und den Kriminalfilm A Violent Man tätig.

### Filmmusik
Die Filmmusik komponierte der Däne Kristian Eidnes Andersen, der zuletzt unter anderem für Filme wie Vivarium – Das Haus ihrer (Alp)Träume von Lorcan Finnegan, Beautiful Beings von Guðmundur Arnar Guðmundsson und Das Blau des Kaftans von Maryam Touzani tätig war. Das Soundtrack-Album mit insgesamt 23 Musikstücken wurde Mitte Oktober 2024 von Milan Records als Download veröffentlicht.

### Marketing und Veröffentlichung
Bleecker Street sicherte sich im Januar 2024 die Rechte für die Veröffentlichung in den US-Kinos. Protagonist Pictures kümmert sich um den internationalen Vertrieb. Die Premiere des Films erfolgte am 18. Mai 2024 bei den Internationalen Filmfestspielen in Cannes, wo er im Hauptwettbewerb außer Konkurrenz gezeigt wurde. Ende Juni, Anfang Juli 2024 wurde Tanz der Titanen beim Filmfest München und beim Karlovy Vary International Film Festival vorgestellt. Im August 2024 wurde er auch beim Melbourne International Film Festival gezeigt. Im September 2024 wurde Tanz der Titanen beim Toronto International Film Festival vorgestellt. Kurz später wurde der erste Trailer vorgestellt. Ende September, Anfang Oktober 2024 wurde der Film beim New York Film Festival und beim Vancouver International Film Festival gezeigt. Am 11. Oktober 2024 kam Tanz der Titanen in ausgewählte US-Kinos. Ende Oktober 2024 wurde er bei der Viennale gezeigt. Im November 2024 wurde der Film beim Cork International Film Festival vorgestellt. Im April 2025 sind Vorstellungen beim Ebertfest geplant. In Deutschland erlebte der Film seine Kinopremiere am 15. Mai 2025.

## Rezeption

### Altersfreigabe und Kritiken
In den USA erhielt der Film ein R-Rating. In Deutschland wurde der Film von der FSK ab 16 Jahren freigegeben. In der Freigabebegründung wird der Film als Mischung aus Polit-Satire, schwarzer Komödie und Horrorfilm beschrieben. Weiter heißt es dort, der Film enthalte einige bedrohliche Szenen, mehrere drastische Verletzungsdarstellungen und zeige suizidales Verhalten. Diese Szenen seien allerdings klar in den Kontext einer überspitzten Satire eingebunden und wirkten betont künstlich und stilisiert.
Von den bei Rotten Tomatoes aufgeführten Kritiken sind 75 Prozent positiv. Bei Metacritic erhielt der Film einen Metascore von 70 von 100 möglichen Punkten.

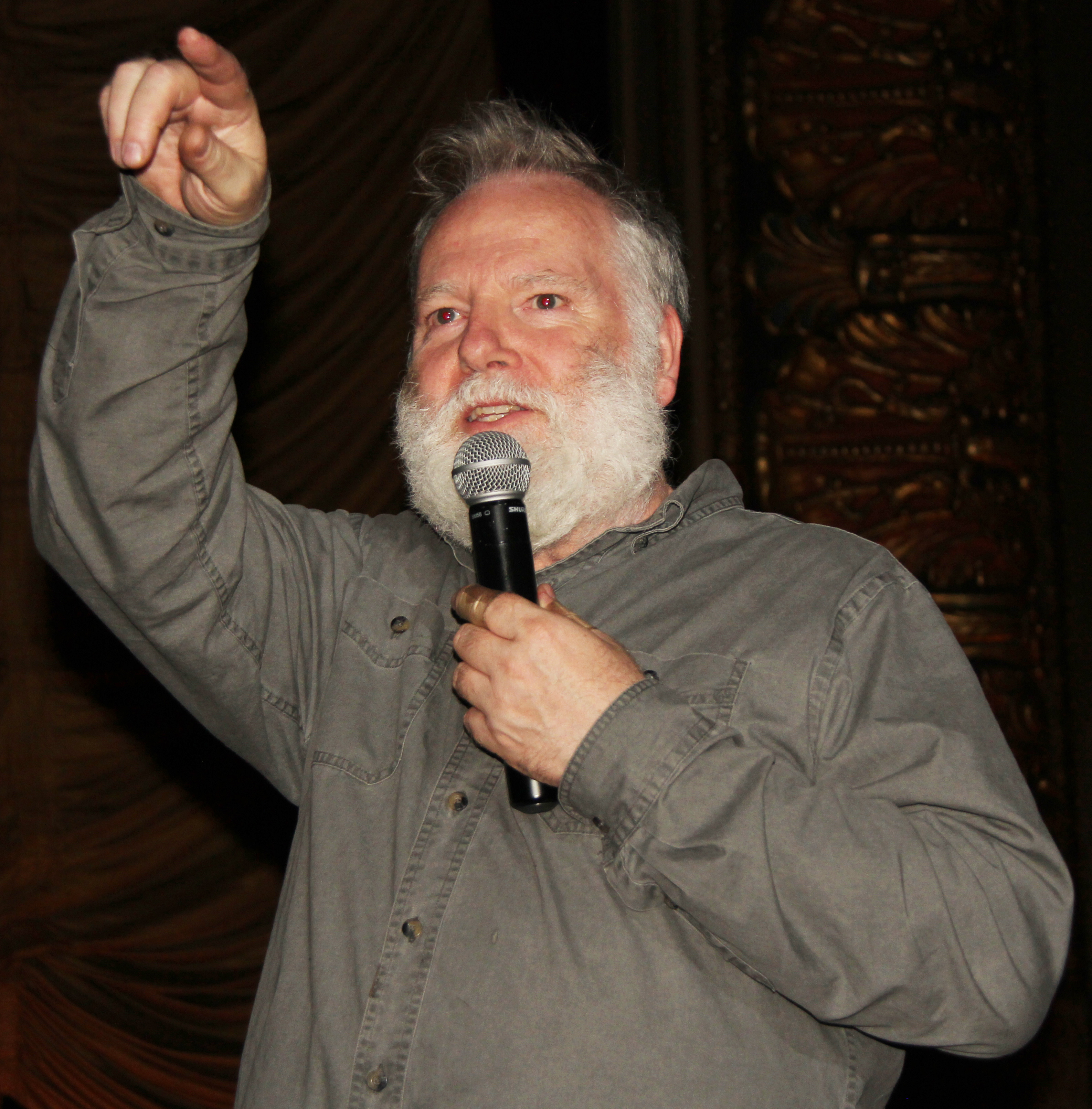
Regisseur Guy Maddin

Jeannette Catsoulis schreibt in der New York Times, der Film sei eine äußerst witzige, geopolitische Satire, gelegentlich gruselig und völlig verrückt. Der kanadische Experimentalfilmer Guy Maddin habe bei Tanz der Titanen seine für ihn gewohnte Schwarz-Weiß-Ästhetik des Stummfilms zugunsten von leuchtenden Farben aufgegeben, seine Vorliebe für kitschige Melodramen und derben Humor bleibe jedoch unangetastet. Die völlige Verachtung für unsere unfähigen Führer sei erfrischend, zeige aber zugleich, dass diese auch nur Menschen sind, was vielleicht das Erschreckendste bei all dem sei.

### Auszeichnungen
Filmfest München 2024
- Nominierung im Wettbewerb Cinecopro

San Sebastian International Film Festival 2024
- Nominierung für den Donostia Award[29]